# ناصر درويش
ناصر درويش، من مواليد 17 ابريل 1976، لاعب كرة قدم كويتي سابق، يلعب في خط الوسط كلاعب صانع ألعاب.

## بداياته
بدأ باللعب مع نادي القادسية الكويتي في المراحل السنية في عام 1986، وسرعان ما لعب مع فريق الشباب في نادي القادسية، وفي عام 1993 وتحت قيادة المدرب البرازيلي لويس فيليب سكولاري، انضم إلى الفريق الأول في النادي، وبدأ في اللعب في مركز غير مركزه (صانع ألعاب)، حيث وضعه المدرب كجناح أيمن في الفريق، ولقد كانت للمدرب نظرة ثاقبة حيث تألق في هذا المركز كثيرا.

## انتقاله ومشكلته مع التضامن
و قد تلقى ناصر درويش أكثر من عرض من عدد من الأندية الكويتية، ومنها نادي الكويت ونادي العربي الكويتي ونادي التضامن الكويتي، وقد فضل عرض نادي التضامن الكويتي ، وقد اشترط عليهم بأن تكون مدة العقد سنة واحدة، وأن يخصص له راتب شهري، وبعد أن انتهى العقد مع نادي التضامن الكويتي، أصر نادي التضامن الكويتي على الاحتفاظ به، وعدم تركه لأي نادي آخر، وابتعد عن الملاعب فترة طويلة وصلت إلى 6 أشهر، وفي تلك الفترة تقدم له نادي الكويت بعرض قدره 30,000 دينار كويتي، وأراد نادي التضامن الكويتي مضاعفة المبلغ للموافقة على انتقال اللاعب، وتأثر اللاعب كثيرا بعد هذا العرض، ولكنه سرعان ما تفاهم مع رئيس نادي التضامن الكويتي صالح الباتل وترك نادي التضامن الكويتي وعاد إلى نادي القادسية الكويتي في عام 2000 بعد أن دفع نادي القادسية الكويتي 30,000 دينار كويتي.
و قد اعتزل كرة القدم في يوم 7 ابريل 2007 في مباراة نادي القادسية الكويتي ونادي العربي الكويتي، وانتهت المباراة بفوز نادي القادسية الكويتي 2-1.
و يعتبر ناصر درويش من المواهب الكويتية التي لم تأخذ حقها مع الأندية والمنتخب، حيث يعتبر من أفضل المراوغين.